# Musée Maillol de Banyuls-sur-Mer
Pour les articles homonymes, voir Maillol et Vierny.
Le musée Maillol de Banyuls-sur-Mer est un musée privé installé dans La Métairie, où le sculpteur Aristide Maillol a passé les dernières années de sa vie. Il s’agit d’une ferme isolée dans la vallée de la Roume à 4 km du centre-ville de Banyuls-sur-Mer dans les Pyrénées-Orientales.

## Création du musée
À la mort de Maillol, le site est abandonné et se dégrade. Ce n'est que bien plus tard, grâce aux actions conjuguées  de sa dernière modèle et muse Dina Vierny et de la ville de Banyuls-sur-Mer, que le sauvetage et la restauration de la métairie peuvent avoir lieu. Un petit musée Maillol y est ouvert au public fin 1994. C'est aujourd'hui un musée géré par la fondation Dina Vierny, qui a créé aussi le musée Maillol de Paris.

## Expositions
Le musée présente de nombreuses œuvres et la vie quotidienne d'Aristide Maillol dans la Métairie. On y trouve:
- des bronzes et terres cuites féminines , grands formats et statuettes ;
- des lithographies, dessins, peintures et céramiques ;
- la salle-à-manger de son atelier à Marly-le-Roi et sa cuisine ;
- son atelier.

Le musée est aussi un centre d'expositions temporaires.
Dans le jardin du musée se trouve son tombeau, recouvert d’un bronze de La Méditerranée, une de ses œuvres préférées.

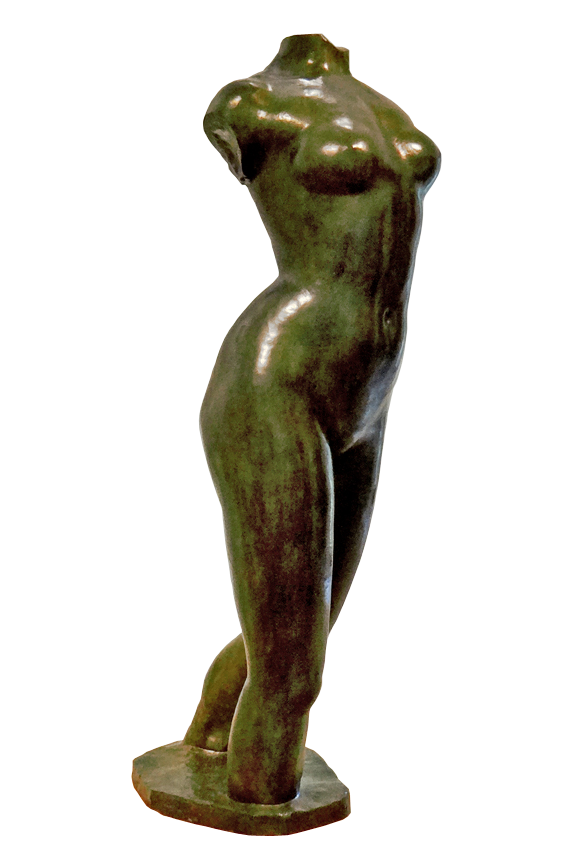
Torse de la jeune fille qui marche dans l'eau, 1921.
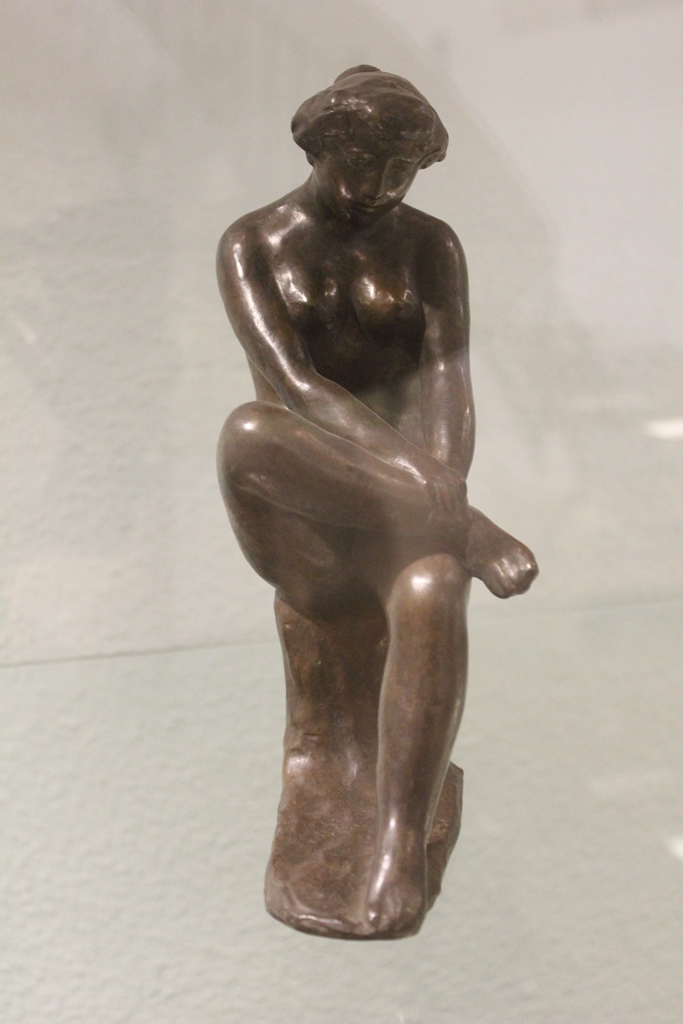
Statuette de femme assise jambe repliée, 1900.
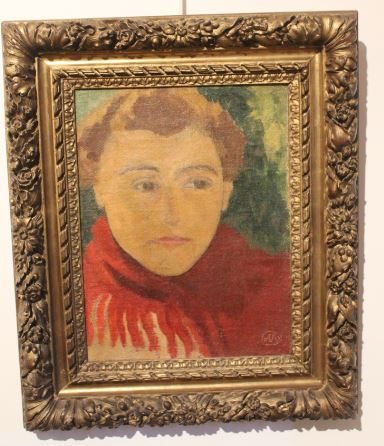
Peinture de figure au châle rouge, 1930, huile sur toile.
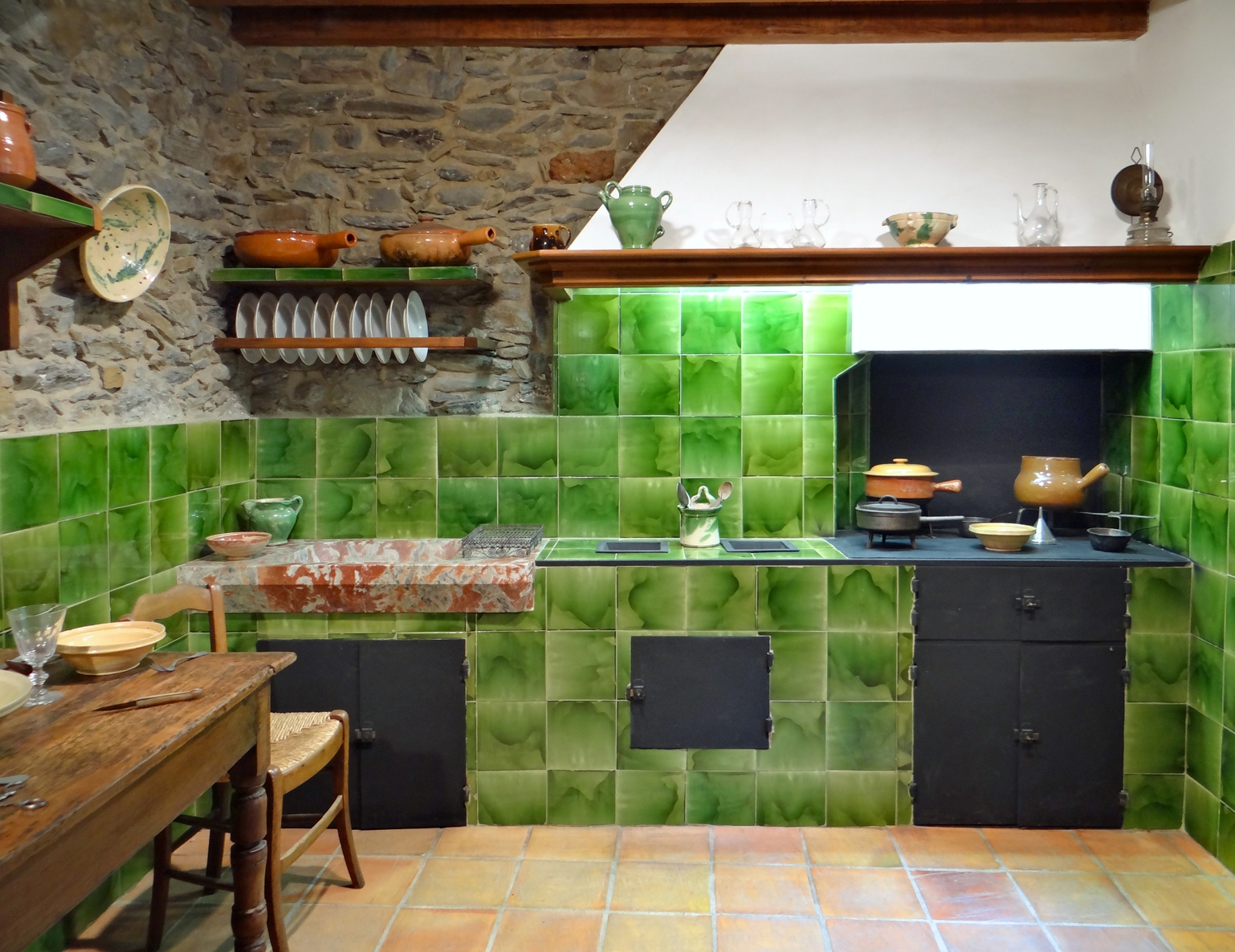
La cuisine de la Métairie.
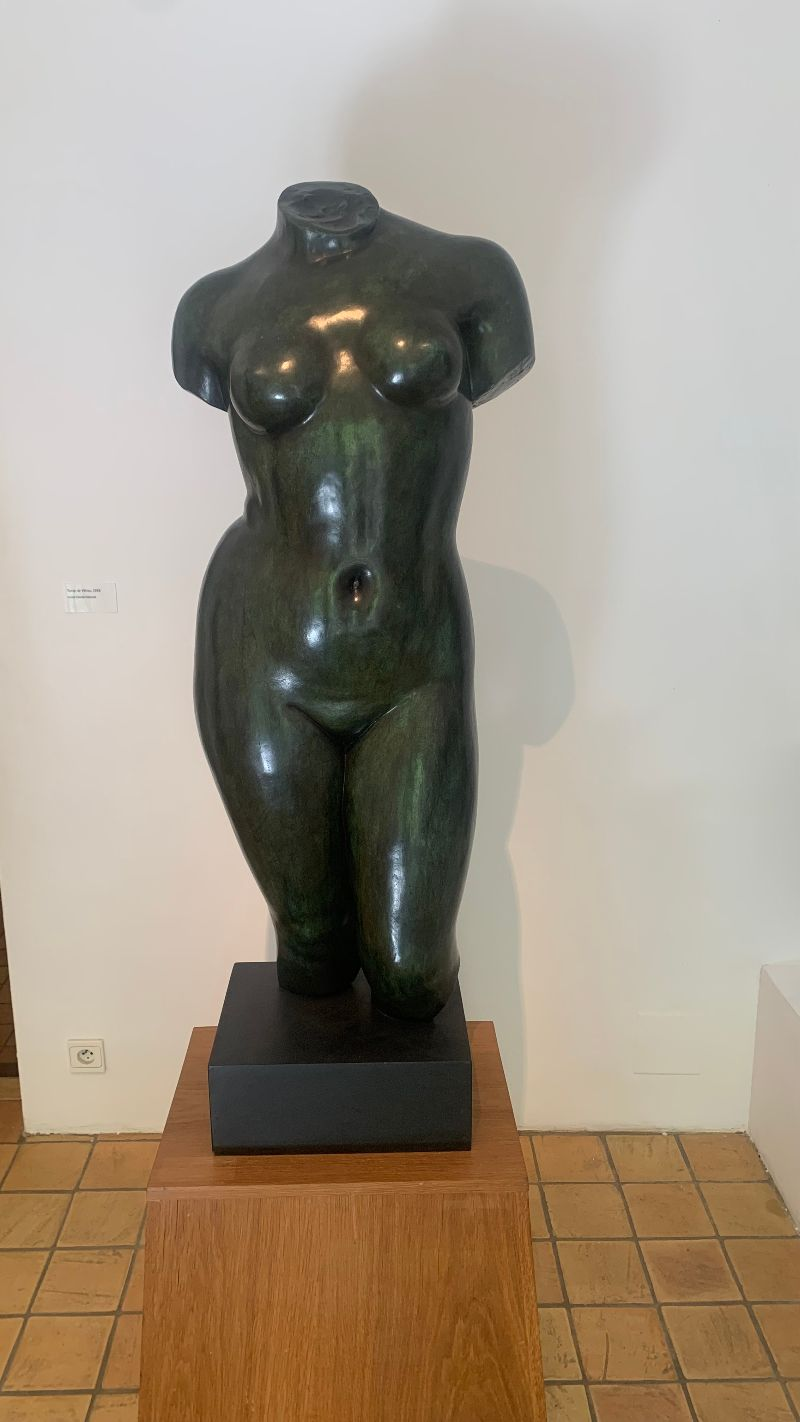
Torse de vénus, 1918
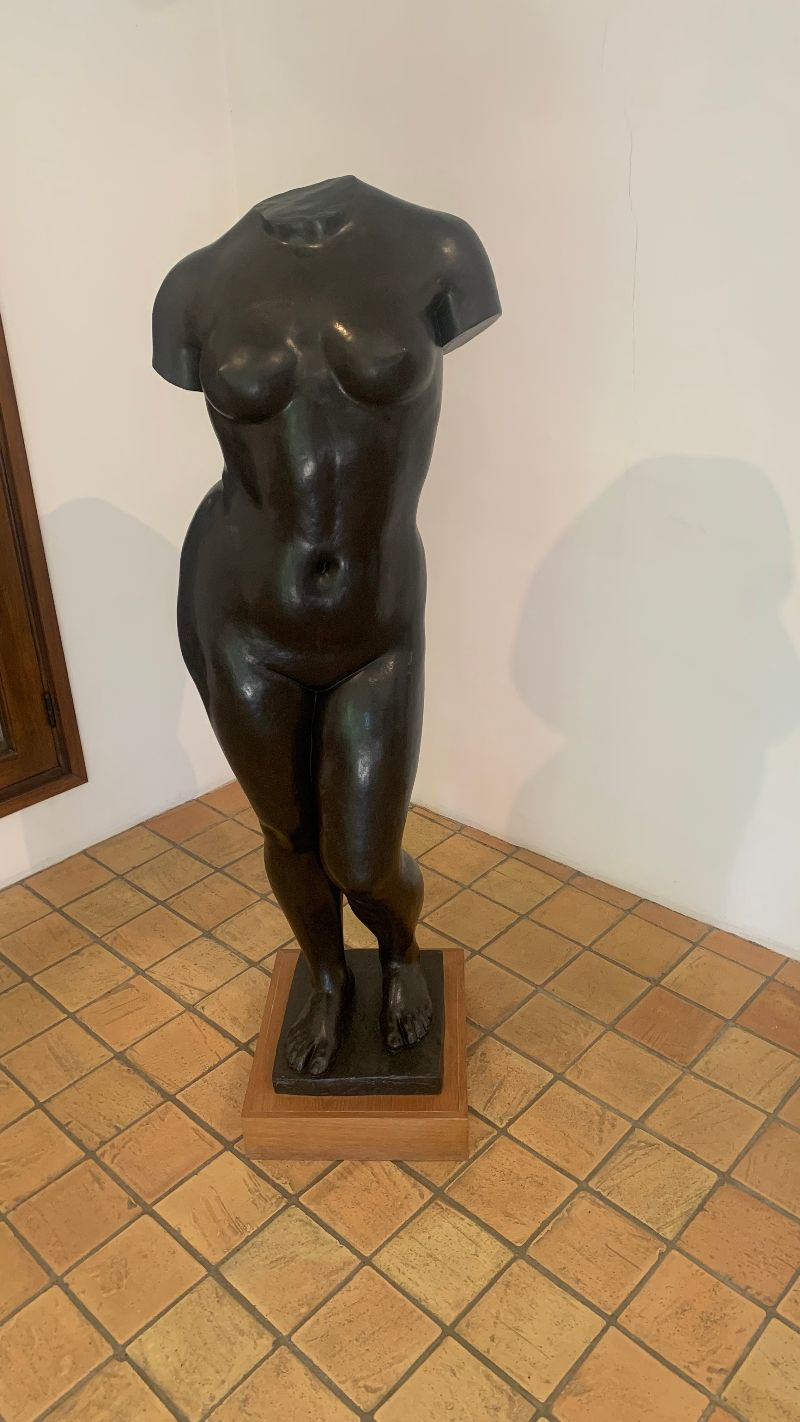
Torse de l'Été, 1911
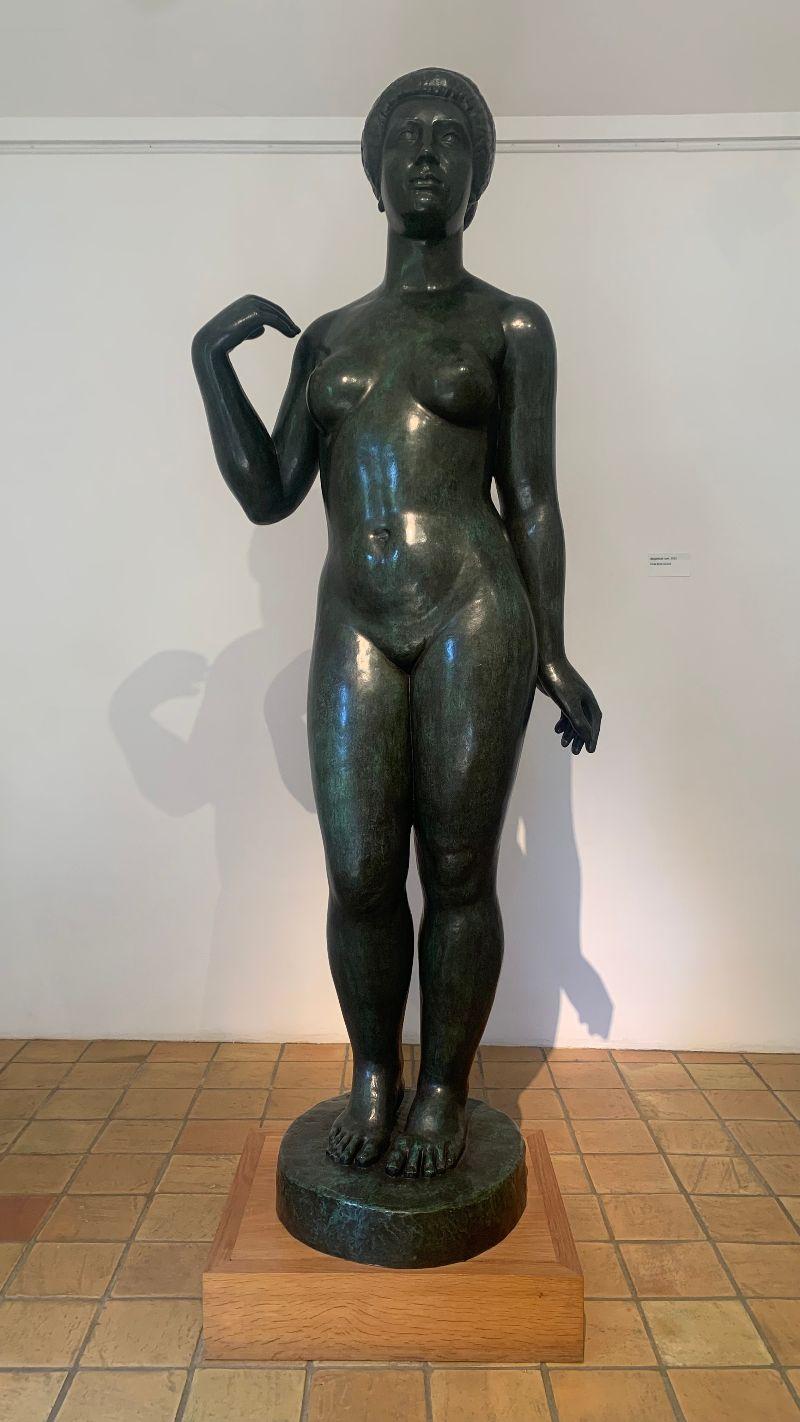
Baigneuse nue, 1921
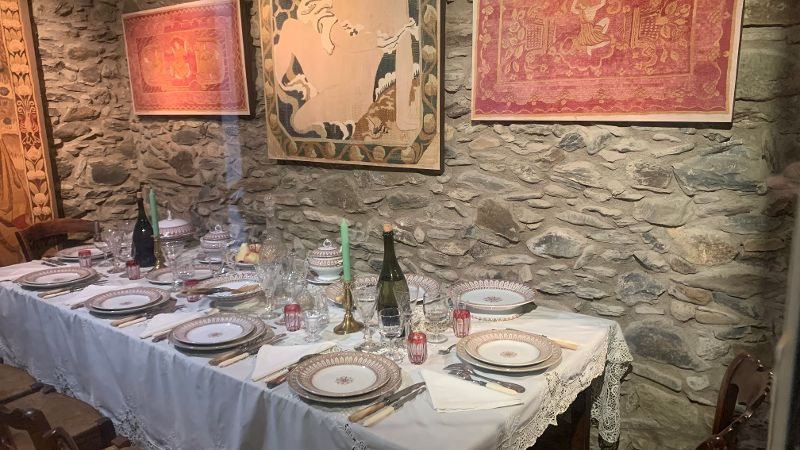
Salle à manger de la Métairie, les tapisseries sont de Maillol